# 5381 Sekhmet
Az 5381 Sekhmet (ideiglenes jelöléssel 1991 JY) egy földközeli kisbolygó. Carolyn Shoemaker fedezte fel 1991. május 14-én. Nevét Szekhmet egyiptomi istennőről kapta.